# Otto Zierer
Otto Zierer (* 8. Mai 1909 in Bamberg; † 5. März 1983 in Gröbenzell), Pseudonyme Otto Frisinga, Dietrich Hagen, Big Toddy, war ein deutscher Schriftsteller und Mitinitiator des 1973 gegründeten Freien Deutschen Autorenverbandes (FDA). 
Zierer wurde 1952 Vorsitzender der Volkshochschule Gröbenzell, 1953 bis 1973 war er Vorsitzender des VHS-Kreisverbandes Fürstenfeldbruck. Zierers Bücher, die in einer Mischung aus Sachbuch und Roman vorwiegend historische Themen behandeln, erreichten im Nachkriegsdeutschland Auflagen in zweistelliger Millionenhöhe. 1976 erhielt er wegen seiner schriftstellerischen Arbeit und seines Wirkens in der Erwachsenenbildung das Bundesverdienstkreuz. 1980 wurde er für sein Lebenswerk mit dem Bayerischen Verdienstorden ausgezeichnet.

## Leben
Zierers Vater war Beamter der Königlich Bayerischen Staatseisenbahnen (1920 der Deutschen Reichsbahn eingegliedert), seine Mutter Hausfrau. Kindheit und Jugend verbrachte Zierer in Freising, wo er 1928 auch Abitur machte.
Zierer wurde Volksschullehrer und studierte später Philosophie und Geschichte in München und Heidelberg, unter anderem bei Karl Alexander von Müller. Außerdem betätigte er sich schon in der Weimarer Republik journalistisch und schrieb unter anderem Theaterkritiken. Während des Dritten Reichs veröffentlichte er zwei Romane (die beide mit Umarbeitungen in der Bundesrepublik erneut erschienen).
Zierer war seit Januar 1932 als NSDAP-Mitglied verzeichnet, trat kurz danach wieder aus der Partei aus und im Mai 1933 erneut ein. Die Spruchkammer stufte ihn 1947 als Mitläufer ohne Betätigung als Parteiaktivist oder Funktionär ein.
Im Zweiten Weltkrieg wurde Zierer Offizier der Fallschirmjäger.
Im November 1940 lernte Zierer den Verleger Sebastian Lux kennen. Damals begannen die Planungen für die zahlreichen Publikationen mit historischen Themen, die Zierer in der Bundesrepublik zum Bestsellerautor machten. Seine schriftstellerischen Erfolge ermöglichten Zierer den Bau der Villa Zierer in Gröbenzell bei München, die 1955 von Hans von Peschke geplant wurde. Darüber hinaus besaß er auch einen Wohnsitz an der spanischen Mittelmeerküste.
Zierer war verheiratet und Vater eines Sohnes und einer Tochter. Der Sohn verunglückte in den 60er Jahren kurz nach seiner juristischen Promotion tödlich. Der Künstler Anton Kammerl ist der Enkel Otto Zierers.

## Werk
Zierer Veröffentlichungsliste umfasst rund 130 Titel (nicht: rund 130 Bücher). In den meisten Fällen handelt es sich um historische Darstellungen, der Verfasser hat aber auch Krimis (unter dem Pseudonym Big Toddy), Romane mit autobiografischen Zügen sowie einen Band mit Lebenserinnerungen veröffentlicht. Er ist der Autor von rund 40 Heften aus der Reihe Lux-Lesebogen. Exakte Angaben zur Anzahl seiner Arbeiten sind schwer ermittelbar, da viele Texte in unterschiedlichen Bearbeitungen vorliegen. So beruht die in den 1950er Jahren erschienene „Historische Reihe“ des Lux-Verlags in Murnau auf Umarbeitungen und Kürzungen einzelner Bände von Zierers „Bild der Jahrhunderte“.
Das 1951 bis 1954 erstmals erschienene „Bild der Jahrhunderte“ ist Zierers Hauptwerk. Es umfasste 1953 zunächst 18 Einzelbände (im Umfang von jeweils rund 150 Seiten) und 11 Doppelbände (rund 300 Seiten). Hinzu kamen der Vierfach-Band „Das Bild unserer Zeit“, ein Registerband sowie ein auf Zierers Materialsammlungen basierendes, aber von Historikern bearbeitetes Historisches Lexikon. Die am Anfang auf die europäische Geschichte ausgerichtete Darstellung wurde einige Jahre später durch ergänzende Bände über Afrika, Asien und Amerika zur „Weltgeschichte“ erweitert und um einen Historischen Atlas ergänzt. Das Gesamtwerk wurde vom Lux-Verlag in verschiedenen Ausstattungen und Ausgaben auf den Markt gebracht. Lizenzausgaben bei Bertelsmann, Heyne und Herbig folgten. Insbesondere der Vertrieb durch den Bertelsmann-Lesering führte zu einer starken Verbreitung der Reihe.
Zierers geschichtliche Werke enthalten Anmerkungen sowie Quellen- und Literaturhinweise, ohne jedoch wissenschaftliche Standards zu erfüllen, sie sind verfasst „mit den Mitteln der Literatur, nicht in der Sprache der Wissenschaft“. Es handelt sich um teils sachbuchartige, teils erzählende Werke, in die fiktive Dialoge, fiktive Personen und fiktive Episoden eingefügt sind. Häufig werden den handelnden Personen Quellenzitate als Dialogbeiträge in den Mund gelegt. Das „Bild der Jahrhunderte“ spannt auf diese Weise einen Bogen von der Vorzeit bis in die Mitte des 20. Jahrhunderts.
Den autobiografischen Fallschirmjäger-Roman „Rot schien die Sonne“ (1975) veröffentlichte Zierer 1960 zunächst in einer kürzeren Fassung unter dem Pseudonym Dietrich Hagen und mit dem Titel „Rot scheint die Sonne“.
Zierer arbeitete auch an Schulbuchpublikationen mit.
Einige Bücher Zierers erschienen posthum.

## Kritik und Würdigungen
Peter Bierl wies 2008 darauf hin, dass Zierer bei seiner Entnazifizierung fälschlich behauptete, im Dritten Reich hätten Bücher von ihm nicht erscheinen können. Tatsächlich kamen während der NS-Zeit neben einer Reihe von Zeitungsartikeln zwei historische Abenteuerromane von Zierer heraus, einer davon als Fortsetzungsroman in der Zeitung „Der Angriff“. In seinen Erinnerungen erwähnte der Verfasser diese Bücher 1979 auch selbst. Es handelte sich um die historischen Abenteuerromane „Der Kurier von Rafalowka“ (1938) und „Der Mann ohne Herz“ (1944). Bierl betont, dass beide von antisemitischen Personenschilderungen geprägt seien.
1958 führte Zierers Darstellung des 1919 ermordeten bayerischen Ministerpräsidenten Kurt Eisner in einer auch als Buch erschienenen Artikelserie für die Süddeutsche Zeitung zu heftigen Vorwürfen wegen der Verwendung antisemitischer Klischees. In seinen Erinnerungen bezeichnete Zierer die Kritik zwanzig Jahre später als einseitig. Nach Bierl verurteilte der Autor zwar „in seinen Nachkriegsschriften den Nationalsozialismus und die Schoa“, verbreitete aber weiterhin das Bild „vom geschäftstüchtigen, reichen Juden, der zu allen Zeiten den Neid anderer erweckt habe“. Eine von Anton Kammerl gekürzte und bearbeitete Neufassung des Buches, die 2007 mit einem Vorwort des damaligen Münchner Oberbürgermeisters Christian Ude (SPD) erschien, bot eine positive Darstellung Eisners. Aufgrund der Berichterstattung in der Süddeutschen Zeitung über Zierers Veröffentlichungen im Dritten Reich fand die für den März 2008 geplante Buchvorstellung im Münchner Volkstheater aber nicht statt.
Zierers Darstellung des Mittelalters in dem Band „Das Heilige Reich“ wurde im Historischen Jahrbuch 1957 stark kritisiert, einerseits wegen einer Reihe von Fehlern und fehlerhaften Schreibweisen, andererseits weil das Stilmittel der erfundenen Rede hier dazu missbraucht werde „eindeutig moderne Probleme von mittelalterlichen Menschen“ diskutieren zu lassen.
Gegen die Darstellung der afrikanischen Geschichte durch Zierer wurde 1962 von katholischer Seite eingewendet, der Autor sei in den Vorurteilen des 19. Jahrhunderts stecken geblieben, urteile „ganz aus dem Blickfeld des europäischen Chronisten“ und erkläre die Schwarzen sogar für „geschichtslos“. In der DDR wurde Zierers Afrika-Darstellung als diffamierend verurteilt und dabei zugleich behauptet, die Sichtweise des Autors sei für westdeutsche Historiker „charakteristisch“.
Eine von Zierer 1978 veröffentlichte Biographie zu Franz Josef Strauß wurde von Kritikern als „Schwulst“ und vom CSU-Politiker Hermann Höcherl als Zeitverschwendung abgelehnt.
Der Autor des 1999 erstmals erschienenen Bestsellers „Bildung“ – Dietrich Schwanitz – nahm Zierers Weltgeschichte in seine Lesetipps auf, weil die Darstellung zwar „manchmal etwas theatralisch oder auch unfreiwillig komisch“ sei, es jedoch Schüler gebe, die von der Lektüre der Bände „sehr profitiert“ hätten.
Die zahlreichen von Zierer verfassten „Lesebogen“-Hefte des Lux-Verlages in Murnau bezeichnete der Historiker und ehemalige Bibliotheksdirektor an der Niedersächsischen Landesbibliothek (heute Gottfried-Wilhelm-Leibniz-Bibliothek) Reinhard Oberschelp 2010 als „eindrucksvolle Reihe“. Bei seiner Schilderung der Revolution von 1848/49 stehe Zierer trotz eines vermeintlich das Gegenteil andeutenden Hefttitels „mit seinen Sympathien durchaus auf der Seite der Demokraten“.
Zu den häufiger beachteten Schriften Zierers gehört eine mehrfach aufgelegte, 1979 auch im Fischer-Taschenbuch-Verlag veröffentlichte Romanbiographie über Marcus Tullius Cicero. Die Zeitschrift „Welt und Wort“ urteilte 1959, dass das Cicerobild von Zierer in den wesentlichen Zügen nicht verzeichnet sei. Demgegenüber sprach die in der DDR lehrende Althistorikerin Liselot Huchthausen 1980 von einem politisch missbrauchten Cicero und begründete ihre grundsätzliche Kritik an dem Buch unter anderem damit, dass Zierer nicht Lenins Unterscheidung zwischen Staatsform und Staatstyp beachtet habe. Im Standardwerk „Der Neue Pauly“ zur antiken Geschichte heißt es 2013 über den Roman, er zähle zu den seltenen literarischen Darstellungen, die Ciceros „intellektueller Persönlichkeit und philos. Interessen breiten Raum einräumen“.

## Werke (Auswahl)

### Romane und Sachbücher
- Der Mann ohne Herz. J.L. Schrag, Nürnberg, Feldpostausgabe 1944 (Neuausgabe unter dem gleichen Titel: Der Mann ohne Herz. Caesar Verlag, Wien 1980, ISBN 3-7023-3002-X)
- Die Abenteuer der vielgeliebten Stadt München. 2 Bände, Süddeutscher Verlag, München 1958 (gekürzte und bearbeitete Fassung: München. Eine Stadt und ihre Geschichten aus 850 Jahren. Langen Müller Verlag, München 2007, ISBN 978-3-7844-3119-2)
- Geschichte Amerikas. 4 Bände, Sebastian Lux Verlag, Murnau, München, Innsbruck, Basel 1956
- Geschichte Indiens und des Islam. 4 Bände, Sebastian Lux Verlag, Murnau, München, Innsbruck, Basel 1956
- Geschichte Afrikas. 2 Bände, Sebastian Lux Verlag, Murnau, München, Innsbruck, Basel 1959
- Geschichte des Fernen Ostens. 4 Bände, Sebastian Lux Verlag, Murnau, München, Innsbruck, Basel 1960
- Neue Weltgeschichte. 3 Bände. Fackelverlag, Olten, Stuttgart, Salzburg 1966–67
- Kultur- und Sittenspiegel. 4 Bände. Fackelverlag, Olten, Stuttgart, Salzburg 1970
- Das Abenteuer des Christoph Columbus, Ensslin & Laiblin Verlag. Stuttgart 1970
- Ideen die die Welt bewegten. Erich Schmidt Verlag. Bielefeld 1971, ISBN 3-503-00908-6
- Rot schien die Sonne. München, Herbig 1975
- Österreich, Kleine Geschichte großer Nationen. Bertelsmann. Lizenzausgabe m. Genehmigung von Media Books Nyon, hrsg. Donauland, Wien 1976
- als Hg.: Weißbuch zur Rettung der Sprache. Langen-Müller, München 1976
- Sternstunden der Weltgeschichte. Prisma 1978
- Franz Josef Strauß. Ein Lebensbild. Herbig, München, Berlin 1978, 8. Auflage Ullstein Verlag, Berlin, 1988
- Cicero. Republikaner ohne Republik. Fischer Taschenbuch Verlag, Frankfurt/M. 1979, ISBN 978-3-596-22133-2 (zuerst 1958 unter dem Titel: Und dann verschlang mich Rom: Das Leben d. Marcus Tullius Cicero, Süddeutscher Verlag, München)
- Jahrtausende der Kunst. 4 Bände. Verlag Das Bergland-Buch, Salzburg 1979–80
- Mein Abenteuer, zu schreiben. Athos-Verlag, München 1979
- Doktor Li. Verlag Das Bergland-Buch, Salzburg 1980, ISBN 3-7023-0132-1
- Robespierre oder die reine Ideologie. Herbig, München, Berlin 1980, ISBN 3-7766-0904-4, ISBN 978-3-7766-0904-2
- Im Banne Roms. Polybios der Grieche. Herbig, München, Berlin 1985, ISBN 3-7766-1289-4

### Kriminalromane unter dem Namen Big Toddy
- Die unheimliche Macht. Fackelverlag, Olten, Stuttgart, Salzburg 1960
- Mord im Schloss. Caesar Verlag, Salzburg 1981

### Bild der Jahrhunderte
Die Reihe Bild der Jahrhunderte erschien im Sebastian Lux Verlag Murnau (1951–1954), zum Teil in verschiedenen Ausstattungsvarianten (Leineneinband, Kunststoffeinband, mit Schutzumschlag usw.), aber auch mit unterschiedlichen Titeln. Lizenzausgaben brachte der Bertelsmann Lesering heraus.
- Band 0: Registerband
- Band 1/2: Älteste Völker: Von der Urzeit bis 500 v. Chr/Frühzeit Europas: Die antike Welt bis 500 v. Chr
- Band 3: Klassischer Tag: 500–400 v. Chr.
- Band 4: Aussaat im Erdkreis: 400–300 v. Chr.
- Band 5: Die Adler von Rom: 300–200 v. Chr.
- Band 6: Imperium Romanum: 200–100 v. Chr.
- Band 7: Unsichtbare Krone: 100–1 v. Chr.
- Band 8: Mittag des Reiches: 1–100 n. Chr.
- Band 9: Abendliche Kaiser: 100–200 n. Chr.
- Band 10: Chaotisches Jahrhundert: 200–300 n. Chr.
- Band 11: Sieg des Kreuzes: 300–400 n. Chr.
- Band 12: Völkerdämmerung: 400–500 n. Chr.
- Band 13: Germanische Tragödie: 500–600 n. Chr.
- Band 14: Allahs Flamme: 600–700 n. Chr.
- Band 15: Krone des Westens: 700–800 n. Chr.
- Band 16: Erben des Kaisers: 800–900 n. Chr.
- Band 17: Cäsarische Versuchung: 900 n. Chr.–10002.) roter Leineneinband, 3.) roter 2.) roter Leineneinband, 3.) roter
- Band 18: Das heilige Reich: 1000–1100
- Band 19/20: Hohe Zeit des Abendlandes: 1100–1200
- Band 21/22: Zeit und Ewigkeit: 1200–1300
- Band 23/24: Die alten Mächte: 1300–1400
- Band 25/26: Am Tor der neuen Welt: 1400–1500
- Band 27/28: Die große Empörung: 1500–1600
- Band 29/30: Entfesselte Gewalten: 1600–1700
- Band 31/32: Hexenkessel Rokoko: 1700–1789
- Band 33/34: Die große Revolution: 1789–1795
- Band 35/36: Kaiser Europas: 1795–1815
- Band 37/38: Zwischen den Zeiten: 1815–1850
- Band 39/40: Herren der Welt: 1850–1917
- Band 41: Das Bild unserer Zeit: Vom 1. Weltkrieg bis zur Gegenwart